# WISE J224607.57-052635.0.
Координати:  22г 46м 07.57с, −05° 26′ 35.0″
WISE J224607.57-052635.0 — яскрава інфрачервона галактика, яка визнана найяскравішою з до сьогодні відомих. Виявлена НАСА. Це відкриття було зроблено на підставі даних, отриманих у 2010 році космічним інфрачервоним телескопом WISE. Галактика WISE J224607.57-052635.0. випромінює світло в 300 трлн разів сильніше, ніж Сонце. Вона знаходиться на відстані 12,5 млрд світлових років від Землі. Велика частина видимого світла перетворюється в інфрачервоне через космічний пил. 